# Dimităr Dimov
Dimităr Dimov detto Takov (in bulgaro Димитър "Таков" Димов?; Plovdiv, 13 dicembre 1937 – 20 maggio 2008) è stato un calciatore bulgaro, di ruolo difensore.

## Palmarès

### Club

#### Competizioni nazionali
- Campionato bulgaro: 1

Spartak Plovdiv: 1962-1963
- Coppa di Bulgaria: 1

Spartak Plovdiv: 1958